# Tareka
Maria Teresa Guerra Bastos Gonçalves de Morais Sarmento Ramalho, conhecida como Tareka (Santa Isabel, Lisboa, 22 de novembro de 1927 – Lisboa, 2 de janeiro de 2018), foi uma atriz portuguesa. Escreveu livros com o pseudónimo de Ângela Sarmento.

## Vida pessoal
Nasceu a 22 de novembro de 1927, na freguesia de Santa Isabel, em Lisboa. Era filha de Guilherme Frederico Bastos Gonçalves (Santa Isabel, Lisboa, 9 de outubro de 1898 – Mártires, Lisboa, 27 de fevereiro de 1985), brigadeiro-médico-cirurgião, que exerceu diversos cargos em instituições de saúde militares e civis, e de Maria Helena Guerra Bastos Gonçalves (Mercês, Lisboa, 30 de janeiro de 1897 – 17 de outubro de 1968). Era irmã da escritora Maria Isabel Guerra Bastos Gonçalves (Isabel da Nóbrega), que foi companheira de José Saramago, de João Pedro Bastos Gonçalves e de Maria Leonor Bastos Gonçalves Martin.
A 9 de maio de 1945, casou primeira vez catolicamente, na igreja paroquial de Santa Catarina, em Lisboa, com António Caetano de Oliveira Gonçalves Martinho (Santo Ildefonso, Porto, 12 de setembro de 1915 – São Jorge de Arroios, Lisboa, 7 de fevereiro de 1957), cirurgião formado pela Faculdade de Medicina de Coimbra e que exerceu medicina em Lisboa, filho de António Gonçalves Martinho Júnior, herdeiro de uma família com tradição de produção de vinho do Porto, natural da freguesia e concelho de Peso da Régua, e de Júlia Alice de Oliveira Gonçalves Martinho, natural de Torre de Moncorvo, doméstica e herdeira da Quinta da Silveira, no Douro. Deste casamento nasceram a escritora dos livros da coleção Uma Aventura, Ana Maria Magalhães, o ator e argumentista Tozé Martinho e Manuel Maria Bastos de Oliveira Martinho, cirurgião plástico e enólogo, responsável pela gestão da Quinta da Silveira. Maria Teresa havia sido batizada na Igreja Lusitana Católica Apostólica Evangélica, pelo que foi necessário obter, previamente ao casamento, a dispensa de religião mista para a celebração do casamento.
A 30 de agosto de 1961, casou segunda vez com João José Morais Sarmento Ramalho (24 de setembro de 1935), proprietário da ganadaria João Ramalho, em Salvaterra de Magos. Deste casamento nasceram Thereza Margarida Bastos de Morais Sarmento Ramalho, a escritora Thereza Ameal (Salvaterra de Magos, 19 de novembro de 1962), casada a 20 de julho de 1985 com João Miguel de Sousa Machado Aires de Campos, 5.º Conde do Ameal (Lisboa, São Sebastião da Pedreira, 12 de maio de 1961), com geração, e Helena Rita Bastos de Morais Sarmento Ramalho, casada com João Maria Roquette da Rocha e Mello, com geração. A partir de 1961, residiu sempre na Quinta das Gatinheiras, em Salvaterra de Magos.
Morreu a 2 de janeiro de 2018, no Hospital da CUF, em Lisboa, onde se encontrava internada.
Em maio de 2019, realizou-se em Salvaterra de Magos uma corrida de touros em sua homenagem.

## Carreira
Desde cedo mostrou talento para as artes e para as línguas, tendo chegado a gravar discos com Shegundo Galarza em Berlim, onde também teve um pequeno papel num filme alemão, de 1957, Der schräge Otto. Estudou dança e desenho, tendo sido discípula de Raquel Roque Gameiro.
Estreou-se nas letras com o romance "A Árvore", em 1961 e depois com os livros de contos "Os Dias Longos" (1968) e "À Beira da Estrada" (1974).
Tornou-se conhecida do grande público como Tareka, em 1977, no concurso televisivo "A Visita da Cornélia", em dupla com o filho Tozé Martinho, onde ambos cantaram, dançaram e representaram.
Costumava interpretar nas novelas escritas pelo filho, Tozé Martinho. Interpretou três personagens diferentes em adaptações televisivas dos livros Uma Aventura, escritos pela filha, Ana Maria Magalhães. Lançou depois os livros "A Hora da Verdade" (2002) e "Olha Para Mim" (2014).
Era assumidamente aficionada, tendo sido responsável, durante o período do Estado Novo, pela organização de festivais taurinos a favor do Movimento Nacional Feminino. Era crítica das manifestações antitaurinas, que classificava como "parvoíce", defendendo que "se uma pessoa não gosta do espectáculo não vai".

### Trabalhos
Televisão
- 1983 - Origens ... Enfermeira
- 1986 - Palavras Cruzadas ... Sofia
- 1988 - Os Homens da Segurança ... Mª de Lurdes
- 1989 - Ricardina e Marta ... Irmã Isabel
- 1992 - Catavento ...
- 1992 - Crónica do Tempo ...
- 1994 - Trapos e Companhia
- 1999 - Todo o Tempo do Mundo ... Helena Vieira Faria
- 2000 - Uma Aventura na Cidade ... Professora
- 2000 - Uma Aventura na Escola ... Professora
- 2000 - Uma Aventura em Lisboa ... Professora
- 2001 - Uma Aventura Musical ... Tia Sunsa
- 2001 - Olhos de Água ... Teresa
- 2002 - Amanhecer ... Helena Pedroso Reis
- 2005 - Dei-te Quase Tudo ... Teresa
- 2006 - Uma Aventura no Caminho de Javali ... Carlota
- 2008 - A Outra ... Ângela Carvalho
- 2009 - Sentimentos ... Graça

Bibliografia - Obras de Ângela Sarmento
- A Árvore (romance), Editora Arcádia, 1963 (2ª edição, Centro do Livro Brasileiro)
- Os Dias Longos (conto), in Histórias Breves de Escritores Ribatejanos, Prelo Editora, 1968
- À Beira da Estrada (contos), Prelo Editora, 1974 (2ª edição, Edições Correio da Manhã, 1986)
- A Hora da Verdade (contos), Garrido Editores, 2002
- Olha para mim (romance), Chiado Editora, 2014.